# Uwe Bernzen
Uwe Bernzen (* 27. Dezember 1938 in Lübeck; † 16. Januar 2021 in Hamburg) war ein deutscher Jurist.

## Leben

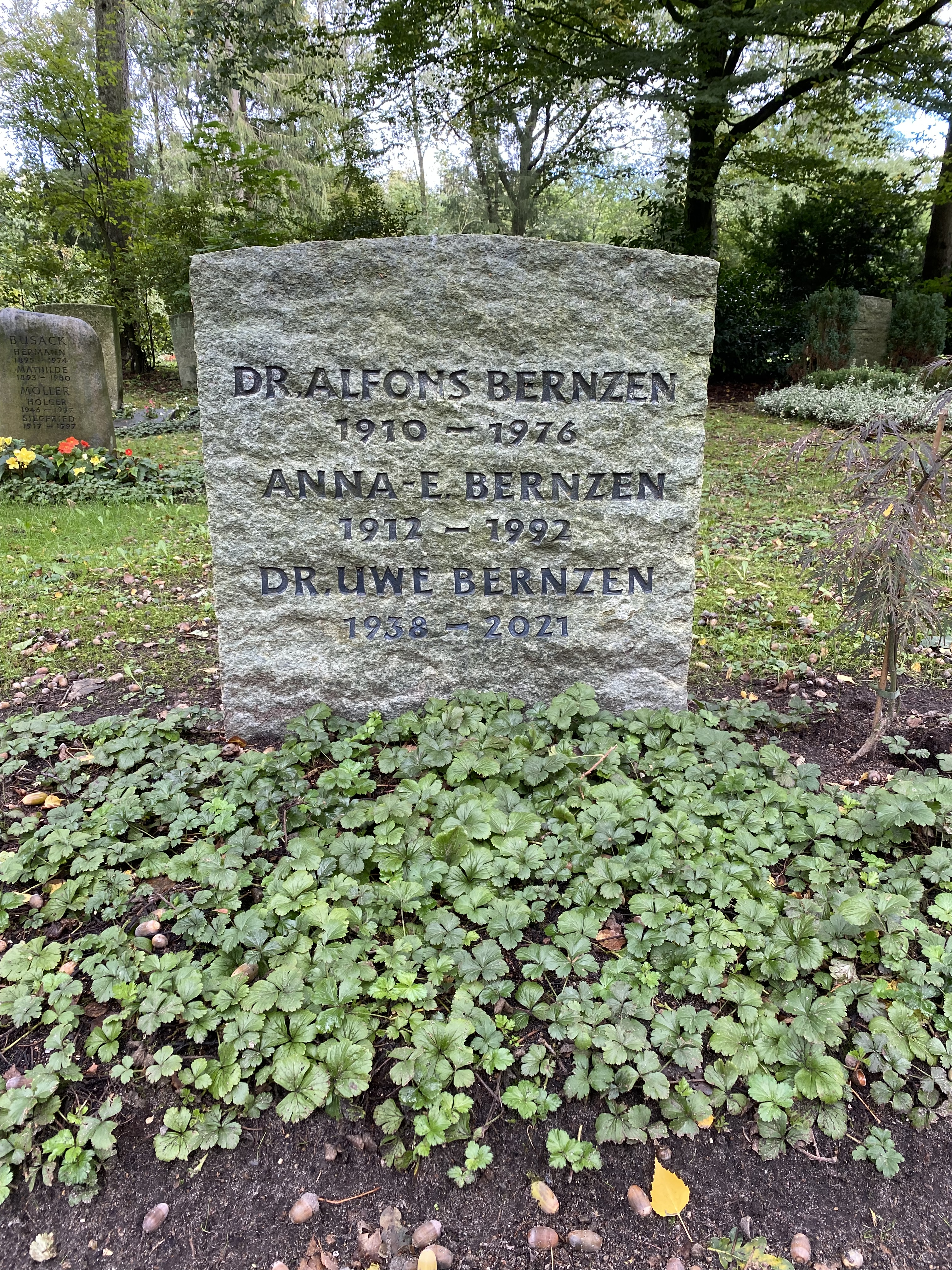
Grabstätte

Uwe Bernzen war ein Sohn des Staatsanwalts Alfons Bernzen (1910–1976). Er besuchte das Katharineum zu Lübeck bis zum Abitur 1960. Nach dem Jurastudium und der Promotion in Kiel trat er 1967 in den Hamburgischen Staatsdienst ein. Lange Jahre wirkte er als Justitiar der Bürgerschaft und stellvertretender Direktor des Hamburgischen Landesparlaments. Nach dem Mauerfall baute er die Verwaltung von Hamburgs Partnerstadt Dresden mit auf und wurde dann Direktor beim Landtag von Mecklenburg-Vorpommern, wo er auch als Vorsitzender der Prüfungskommission für das 1. Juristische Staatsexamen beim Justizministerium Mecklenburg-Vorpommern und als Lehrbeauftragter an der Universität Rostock wirkte. Nach seiner Pensionierung im Jahr 2000 stieg er in die Kanzlei BERNZEN SONNTAG Rechtsanwälte Steuerberater Partnerschaftsgesellschaft mbB seines Sohnes Christian ein. Enno Bernzen ist ein weiterer Sohn.
Er war CDU-Fraktionsvorsitzender im Ortsausschuss Walddörfer sowie Vorsitzender der CDU in Volksdorf. In der katholischen Kirchengemeinde Heilig Kreuz in Volksdorf wirkte u. a. als Pfarrgemeinderatsvorsitzender. Beim Malteser Hilfsdienst, dem er über 50 Jahre lang angehörte, war er langjähriger Vorsitzender in Hamburg und Norddeutschland und Vizepräsident für Deutschland. Ole von Beust überreichte ihm 2003 das vom Bundespräsidenten verliehene Bundesverdienstkreuz 1. Klasse. 2014 erhielt er das Großkreuz des Silvesterordens. Staatsrat Christoph Krupp verlieh ihm am 1. September 2015 eine Ehrenprofessur Hamburgs.
Uwe Bernzen wurde in der Familiengrabstätte auf dem Hamburger Friedhof Volksdorf beigesetzt.

## Schriften (Auswahl)
- Das Subsidiaritätsprinzip als Prinzip des deutschen Staatsrechts. Kiel 1966, OCLC 163416969 (zugleich Dissertation, Kiel 1966).
- mit Michael Sohnke: Verfassung der Freien und Hansestadt Hamburg. Kommentar mit Entscheidungsregister. Mauke, Hamburg 1977, OCLC 46137614.
- Die Deputationen. Bürgerbeteiligung an der Verwaltung (= Arbeitshefte zur Politik in Hamburg. Band 7). Landeszentrale für politische Bildung, Hamburg 1980, OCLC 164047378.
  - Die Deputationen. Bürgerbeteiligung an der Verwaltung (= Arbeitshefte zur Politik in Hamburg. Band 7). 2. Auflage, Landeszentrale für politische Bildung, Hamburg 1981, OCLC 310697713.
  - Die Deputationen. Bürgerbeteiligung an der Verwaltung (= Arbeitshefte zur Politik in Hamburg. Band 7). 3. Auflage, Landeszentrale für politische Bildung, Hamburg 1983, OCLC 256870437.
- Eutychos oder Wie ein junger Mann, der aus dem Fenster stürzt, sein Glück findet. Cordier, Heiligenstadt 2003, ISBN 3-929413-80-9.